# Crepidomanes parvifolium
Crepidomanes parvifolium är en hinnbräkenväxtart som först beskrevs av Bak., och fick sitt nu gällande namn av Kunio Iwatsuki. Crepidomanes parvifolium ingår i släktet Crepidomanes och familjen Hymenophyllaceae. Inga underarter finns listade.